# Peter Reed
Peter Reed –conocido como Pete Reed– (Seattle, Estados Unidos, 27 de julio de 1981) es un deportista británico que compitió en remo.
Participó en tres Juegos Olímpicos de Verano, obteniendo en total tres medallas, oro en Pekín 2008 (cuatro sin timonel), oro en Londres 2012 (cuatro sin timonel) y oro en Río de Janeiro 2016 (ocho con timonel).
Ganó ocho medallas en el Campeonato Mundial de Remo entre los años 2005 y 2015, y tres medallas en el Campeonato Europeo de Remo entre los años 2014 y 2016.

## Palmarés internacional
| Juegos Olímpicos   | Juegos Olímpicos          | Juegos Olímpicos  | Juegos Olímpicos   |
| Año                | Lugar                     | Medalla           | Prueba             |
| ------------------ | ------------------------- | ----------------- | ------------------ |
| 2008               | Pekín (China)             | Medalla de oro    | Cuatro sin timonel |
| 2012               | Londres (Reino Unido)     | Medalla de oro    | Cuatro sin timonel |
| 2016               | Río de Janeiro (Brasil)   | Medalla de oro    | Ocho con timonel   |
| Campeonato Mundial |                           |                   |                    |
| Año                | Lugar                     | Medalla           | Prueba             |
| 2005               | Kaizu (Japón)             | Medalla de oro    | Cuatro sin timonel |
| 2006               | Eton (Reino Unido)        | Medalla de oro    | Cuatro sin timonel |
| 2009               | Poznań (Polonia)          | Medalla de plata  | Dos sin timonel    |
| 2010               | Cambridge (Nueva Zelanda) | Medalla de plata  | Dos sin timonel    |
| 2011               | Bled (Eslovenia)          | Medalla de plata  | Dos sin timonel    |
| 2013               | Chungju (Corea del Sur)   | Medalla de oro    | Ocho con timonel   |
| 2014               | Ámsterdam (Países Bajos)  | Medalla de oro    | Ocho con timonel   |
| 2015               | Aiguebelette (Francia)    | Medalla de oro    | Ocho con timonel   |
| Campeonato Europeo |                           |                   |                    |
| Año                | Lugar                     | Medalla           | Prueba             |
| 2014               | Belgrado (Serbia)         | Medalla de bronce | Ocho con timonel   |
| 2015               | Poznań (Polonia)          | Medalla de plata  | Ocho con timonel   |
| 2016               | Brandeburgo (Alemania)    | Medalla de bronce | Ocho con timonel   |